# Бабаджанян, Ангелина
Ангелина Гагиковна Бабаджанян (арм. Անգելինա Բաբաջանյան; род. 10 мая 1979, Тбилиси) — армянская фотомодель и актриса.

## Биография
Ангелина родилась в армянской семье в Тбилиси, где провела детство и юность.
Стала победителем конкурса «Мисс Армения» в возрасте 18 лет и через год, в 1998 году, одержала победу в конкурсе «Мисс Закавказье», заняв первое место.
Участвовала в конкурсе «Мисс Европа 1997».
В 2001 году окончила Национальную академию изящных искусств в Ереване.

## Фильмография
- 1998 — Ереван блюз — Рита, девушка мечты
- 2001 — Сумасшедший ангел — родственница Габриэля